# Bailey Willis
Bailey Willis, född 31 maj 1857 i Idlewild on Hudson, Orange County, New York, död 19 februari 1949 i Palo Alto, Kalifornien, var en amerikansk geolog och geograf.
Willis avlade 1879 examen från Columbia School of Mines, inträdde 1884 i United States Geological Survey och arbetade där särskilt i den appalachiska avdelningen samt var 1897–1902 assistent åt direktören. Åren 1895–1902 var han lecturer i geologi vid Johns Hopkins University i Baltimore. På bekostnad av Carnegie Institution företog han 1903–1904 vidsträckta forskningsresor i Kina. År 1909 blev han professor vid University of Chicago och 1911–1915 var han geologisk konsult åt Argentinas regering; 1915–1922 var han professor vid Stanford University. Willis var en av de ledande männen inom USA:s allmänt geologiska och geomorfologiska forskning. Han ägnade sig även ingående åt USA:s stratigrafi och paleogeografi.
Bland hans arbeten märks The Mechanics of Appalachian Structure (1892; US Geological Survey 13:th Annual Report 1891-92) samt ett flertal arbeten om de amerikanska bergskedjornas byggnad, Index to the Stratigraphy of North America, med en geologisk karta över Nordamerika i skalan 1:5 000 000 (i US Geological Survey Professional Paper 71, 1912) och arbetena om hans forskning i Kina. Han tilldelades Penrosemedaljen 1944.